# Bonesupport AB
BoneSupport AB är ett svenskt bioteknikföretag verksamt i Ideon utanför Lund i Skåne som har utvecklat ett injicerbart syntetiskt bensubstitut, Cerament, vilket stimulerar nybildning av ben och frakturläkning. 
Bolaget grundades 1999 av Lars Lidgren, professor i ortopedi vid Lunds universitet och börsnoterades 2017 på Nasdaq Stockholm Stockholmsbörsen. Bonesupports tidiga finansiering var med venturekapital från bland andra Healthcap, Lundbeckfonden och Industrifonden.
Cerament är godkänt för försäljning i USA av det amerikanska läkemedelsverket FDA och godkändes i den antibiotikaladdade formen i Europeiska unionen (CE-märkning) 2013 för användning mot osteomyelit.